# Gertrud Lilja

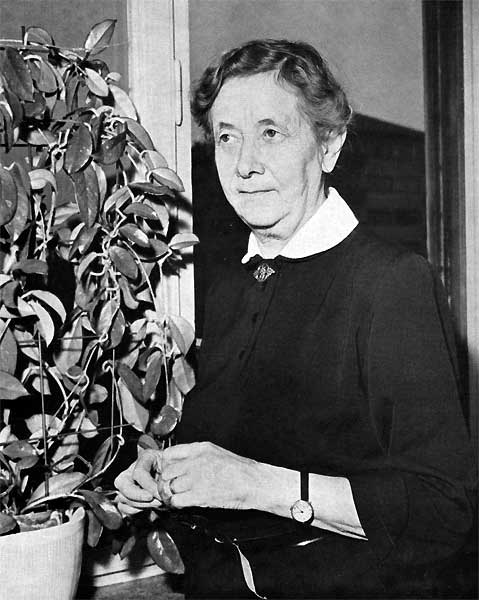
Gertrud Lilja omkring 1960.

Gertrud Linnéa Lilja-Johansson, född Lilja 15 maj 1887 i Långasjö, Kalmar län, död där 20 december 1984, var en svensk författare, ciselör och konsthantverkare.

## Biografi
Föräldrar var handlanden August Gabriel Lilja och Helena Mathilda Nilsson. Hon gifte sig 1939 med tjänstemannen Axel Einar Johansson. Lilja studerade konst vid Högre konstindustriella skolan i Stockholm, med examen 1917, och var därefter 1917–1921 verksam som ciselör samt 1922–1933 som teckningslärare i Ronneby. 
Från 1933 var Lilja huvudsakligen verksam som skönlitterär författare. Hon debuterade dock redan 1924 med novellsamlingen Den besvärliga gåvan. Hennes noveller och romaner kännetecknas av människokännedom och en klar och detaljrik berättarstil och utspelar sig i småländsk lantlig miljö. Hon beskrev ofta tragiska kvinnoöden. Lilja var mycket populär under 1930- och 40-talen, och flera av hennes böcker utkom i nya upplagor, men hon glömdes sedan bort alltmer. För försörjningen tvingades hon att medverka med noveller i olika veckotidningar, vilket kan ha bidragit till att hon ansågs mindre seriös.